# San Fernando (Masbate)
San Fernando is een gemeente in de Filipijnse provincie Masbate op het eiland Ticao. Bij de census van 2020 telde de gemeente bijna 22 duizend inwoners.

## Geografie

### Bestuurlijke indeling
San Fernando is onderverdeeld in de volgende 26 barangays:
| - Altavista - Bayanihan Pob. - Baybaydagat Pob. - Benitinan - Buenasuerte - Buenavista - Buenos Aires - Buyo - Cañelas - Corbada - Daplian - Del Rosario - Ipil | - Lahong - Lumbia - Magkaipit - Magsasaka Pob. - Minio - Pinamoghaan - Progreso - Resurreccion - Salvacion - Silangan Pob. - Sowa - Talisay - Valparaiso |

### Bevolkingsgroei
San Fernando had bij de census van 2020 een inwoneraantal van 21.600 mensen. Dit waren 1.457 mensen (-6,32%) minder dan bij de vorige census van 2015. Ten opzichte van de census van 2000 was het aantal inwoners gegroeid met 2.421 mensen (12,62%). De gemiddelde jaarlijkse groei in die periode kwam daarmee uit op 0,60%, hetgeen lager was dan het landelijk jaarlijks gemiddelde over deze periode (1,79%).

De bevolkingsdichtheid van San Fernando was ten tijde van de laatste census, met 21.600 inwoners op 77,5 km², 278,7 mensen per km².